# Голицын, Дмитрий Михайлович (1721)
Князь Дми́трий Миха́йлович Голи́цын (1721 — 1793) — русский дипломат, на протяжении 32 лет представлявший интересы Екатерины II при дворе Габсбургов в Вене. Учредитель московской Голицынской больницы, названной его именем. Владелец и устроитель имения Галлицинберг.

## Карьера
Принадлежал к наиболее продвинувшейся по службе ветви рода Голицыных («Михайловичи»). Родился 4 (15) мая 1721 года, сын фельдмаршала князя М. М. Голицына Старшего (1674—1730) от второго его брака с Татьяной Борисовной (1697—1757), дочерью знаменитого дипломата князя Б. И. Куракина.
Служил сначала в л.-гв. Измайловском полку (1751), затем в дипломатическом корпусе. 5 сентября 1751 года пожалован в камер-юнкеры, а 25 декабря 1755 года — в камергеры. Позднее продолжил традиции, заложенные дедом Куракиным, и перешёл на дипломатическую службу.
В 1760—1761 годах исполнял обязанности посла в Париже; 28 мая 1761 года был назначен послом в Вену, где сыграл большую роль в улучшении отношений российского двора с императором Иосифом II. Улица в Вене, на которой находилась загородная вилла посла России, в память о нём названа Голицынштрассе (нем. Gallitzinstraße). Находящаяся неподалёку гора Предигштуль тоже долгое время носила название Голицынберг, позже официально переименована в Вильхельминенберг (используются оба названия).
В Вене он служил до 9 апреля 1792 года, когда его сменил граф Андрей Кириллович Разумовский. 22 сентября 1762 года получил чин генерал-поручика, а в 1772 году произведён в действительные тайные советники и в том же году был пожалован орденом Св. Андрея Первозванного и 22 сентября 1783 года — орденом Св. Владимира I степени.

## Частная жизнь
С 1751 года Голицын был женат на светлейшей княжне Екатерине-Смарагде Дмитриевне Кантемир, камер-фрейлине, статс-даме императрицы Елизаветы Петровны, дочери бывшего молдавского господаря Дмитрия Кантемира. Е. Д. Голицына умерла в Париже 2 ноября 1761 года, когда её безутешный муж уже получил назначение послом в Вену.

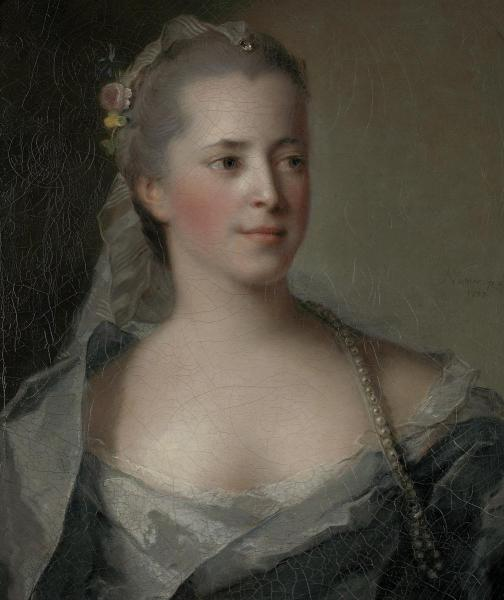
Екатерина Голицына, рано умершая жена князя Дмитрия Михайловича, славилась в Париже своей красотой.

Покровительство Марии-Терезии и Иосифа II способствовало установлению широких связей князя с австрийскими любителями искусства, с художниками и антикварами. Деятельный интерес к искусствам, широкая благотворительность были отмечены Академией художеств в Венеции (1781) и Академиями рисунка (1766) и художеств в Вене (1791), почётным членом которых был избран Голицын.

Князь Дмитрий Михайлович, в продолжение 30 лет, стяжал себе в Вене любовь всеобщую. Милостивый ко всем бедным вообще, он особенно покровительствовал ученым и художникам и, содействуя их занятиям, вниманием, словом, делом, доставлял обществу полезные плоды трудов их, а себе высокое нравственное наслаждение, к которому доступны одни люди доброжелательные.— Гастев М. С. Материалы для полной и сравнительной статистики Москвы. — М., 1841. — Ч. 1. — С. 283—284.
Одним из первых среди русских он увлёкся собиранием полотен старых мастеров: Рафаэля, Андреа дель Сарто, Тициана, Корреджо, Пармиджанино, Караваджо, Джулио Романо, Рубенса, ван Дейка и др.

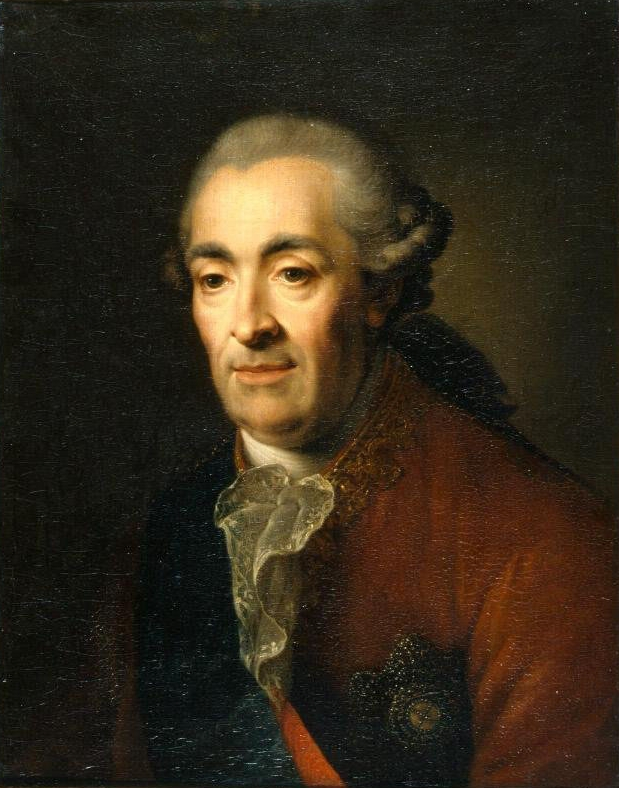
Портрет князя Дмитрия Михайловича Голицына, 1791

Д. М. Голицын имел обширные владения в Вене и окрестностях, что позволяло принимать многочисленных гостей на достойном уровне. Его резиденция находилась в центре австрийской столицы на Кругерштрассе, 10 (Krugerstrasse 10). Позднее он приобрел земли в районе Пратера, обустроил там собственный парк с шикарным павильоном. С 1780 г. Голицын стал собственником больших участков земли с солидными строениями в живописном холмистом районе Оттакринг, где в то время начинался Венский лес. Эта недвижимость позволяла ему с еще большей помпой устраивать приемы и музыкальные вечера для местной знати.
Дмитрий Михайлович симпатизировал молодым музыкантам из Зальцбурга: Вольфгангу Амадею Моцарту и его старшей сестре Марии Анне (по прозвищу Наннерль). Только в феврале–марте 1784 года Моцарт шесть раз выступал у русского посла (The Life of Mozart, Edward Holmes, New York, 1854. P. 246). Великодушный русский князь, а также венгерский князь-меценат Миклош Эстерхази, попеременно организовывая концерты, давали возможность музыкальному гению подзаработать на жизнь и повысить его популярность.
Моцарт отмечал обходительность русского князя, предоставлявшего в его распоряжение свой экипаж. 
После смерти В. А. Моцарта в декабре 1791 года в одной из квартир в доме, где располагалась резиденция русского посла в Вене Д. М. Голицына, сразу же поселилась вдова композитора — Констанция Моцарт вместе с двумя сыновьями. Она прожила там несколько лет, пока не вышла замуж за датского дипломата (Paul Harrer-Lucienfeld: Wien, seine Häuser, Menschen und Kultur. Band 5, 2. Teil. — Wien, 1956 (Manuskript im WStLA). — S. 371-376, 392). Ныне от городской резиденции Голицына в Вене остался лишь один адрес; в 1956 года на этом месте построили новое здание, которое теперь носит название «Рудольф-Дайбль-Хоф». Сейчас в нем располагаются частные квартиры и пара магазинов (Krugerstrasse 10/Walfischgasse 9).
Интересный факт: 

Я видел в Вене знаменитого канцлера, князя Кауница, с которым посол наш жил в большой дружбе. Князь Д. М. Голицын был предпочтенный вельможа, но странно было его слышать, когда начнёт говорить о Петербурге, в котором он около сорока лет не бывал; он никак иначе не мог себе представить сей столицы, как в том положении, в котором оставил оную.— Е. Ф. Комаровский
Немощный князь скончался в Вене 8 (19) сентября 1793 года и был первоначально похоронен на своей вилле Предигштуль, близ Вены. Его прах по желанию родных и с высочайшего соизволения в 1802 году был перевезён в Москву, где и был погребён в склепе под Дмитриевской церковью Голицынской больницы. С начала 1930-х по начало 1990-х годов надгробие с его могилы экспонировалось (в неполном составе) в Михайловской церкви Донского монастыря как образец мемориальной скульптуры.

## Благотворительность
Так как детей Д. М. Голицын не имел, по завещанию его душеприказчиками назначались двоюродные братья: Александр Михайлович и Михаил Михайлович Голицыны, которые и должны были исполнить его волю — учредить в Москве больницу. На её строительство и содержание среди прочего он назначил «920 600 рублей и свою картинную галерею со многими домашними вещами».
Больница, открытая в 1802 году по прецеденту Куракинской богадельни, основанной дедом Д. М. Голицына, до 1917 года содержалась на средства князей Голицыных. Ныне это исторический Голицынский корпус 1-й городской клинической больницы (Ленинский пр., 10).
В завещании Д. М. Голицына особо было отмечено: 

Повелеваю отдать двоюродному брату моему господину обер-камергеру князю Александру Михайловичу Голицыну <...> все мои картины, эстампы и рисунки, большие порцелиновые вазы, бронзою оправленные, две поясные, мраморные статуи и сверх того золотую с синею финифтью и с портретом государыни Императрицы табакерку, осыпанную бриллиантами, прося его сиятельство принять сей малый дар в знак моей к нему дружбы и истинного почтения— Сейделер И. И. Московская Голицынская больница в ряду европейских больниц. — М., 1865. — Ч. 1. — С. 7—8.
Составленный 19 сентября 1793 года инвентарь всего имущества, включал и собрание живописи, в котором числилось 297 картин произведений.

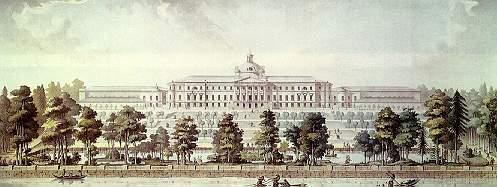
Голицынская больница в Москве

А. М. Голицын тоже в течение многих лет собирал картины и скульптуры; считая, что его объединённая коллекция будет полезной отечеству в строившейся больнице предполагалось устройство картинной галереи в особом двухэтажном корпусе. Картинная галерея Голицынской больницы, составленная из двух собраний двоюродных братьев, открылась для посетителей в 1810 году и существовала до 1817 года как первая частная галерея России, открытая для общего доступа.
В период с 20 февраля 1817 года по 26 февраля 1818 года она была распродана для получения средств на содержание больницы на 28 аукционных торгах и завершающей лотерее, в которой приняла участие императрица Мария Фёдоровна; 323 картины, в том числе из собрания Д. М. Голицына, на общую сумму 207 921 рубль перешли в руки 55 новых владельцев — большая часть ушла за границу.